# مدرک تحصیلی

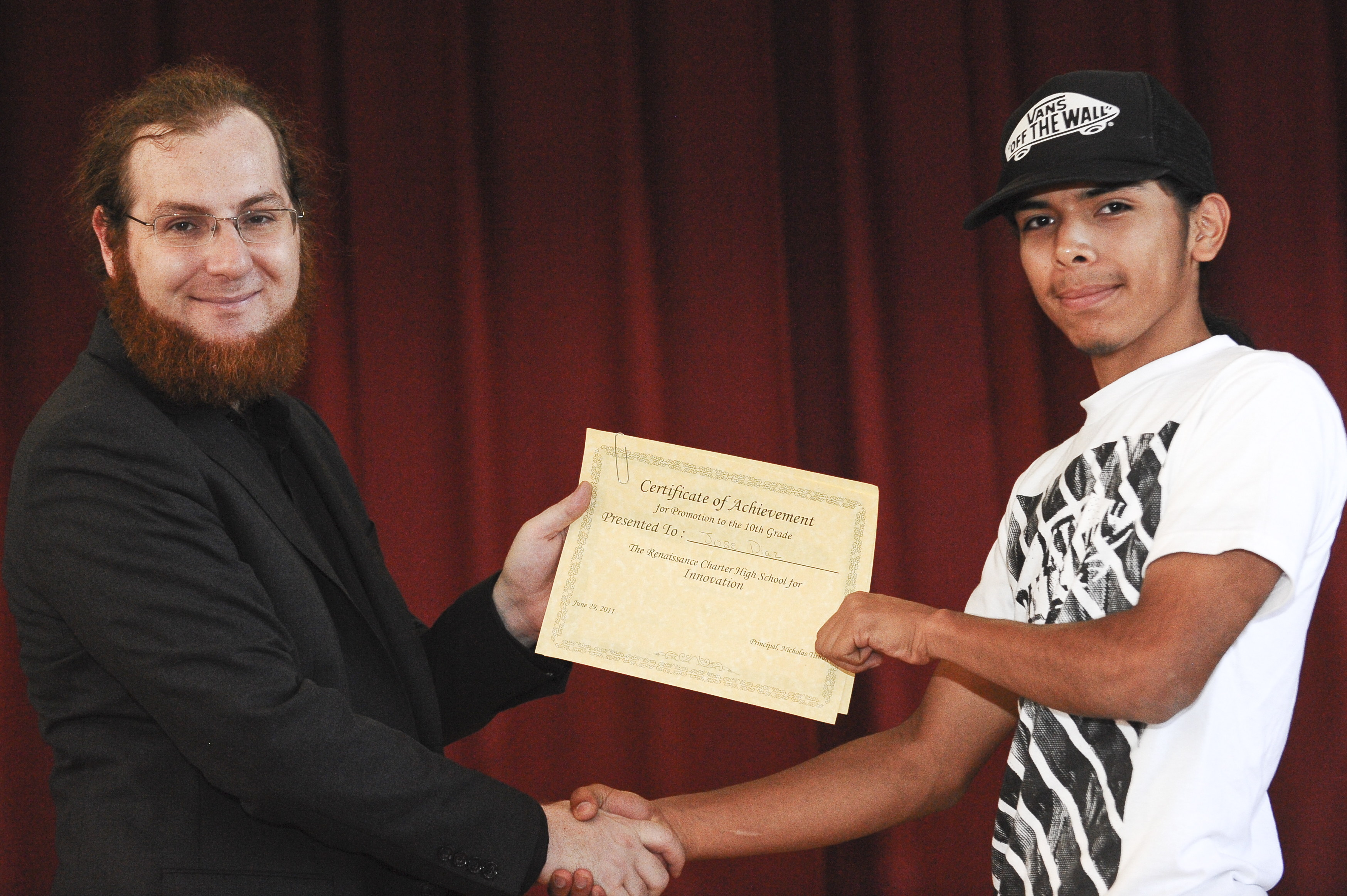
دانش‌آموزی در حال دریافت مدرک دبیرستان در آمریکا.

مدرک تحصیلی یا گواهی تحصیلی سندی است که پس از گذراندن دوره‌های تحصیلیِ تعریف‌شده در هر دانشگاه صادر می‌شود و حاوی مشخصات شخص صاحب مدرک، مرجع صادرکننده، مشخصات رشته و تاریخ اخذ و غیره است.

## انواع مدرک تحصیلی
- مدرک تحصیلی دورهٔ ابتدایی: پس از موفقیت در امتحانات کلاس ششم ابتدایی
- مدرک تحصیلی دورهٔ متوسطه اول / سیکل: پس از موفقیت در امتحانات کلاس نهم (سوم نظام قدیم) دورهٔ متوسطه اول

- مدرک تحصیلی دورهٔ متوسطه دوم / دیپلم: پس از موفقیت در امتحانات نهایی کلاس دوازدهم (سوم نظام قدیم) دورهٔ متوسطه دوم
- مدرک تحصیلی فوق دیپلم / کاردانی
- مدرک تحصیلی لیسانس / کارشناسی
- مدرک تحصیلی فوق لیسانس / کارشناسی ارشد
- مدرک تحصیلی دکترا / PHDپی‌اچ‌دی یا دکتری تخصصی
- مدرک تحصیلی فوق دکتری

## بازار سیاهمدارک تحصیلی

### خرید و فروش پایان‌نامه
برخی افراد اقدام به خرید یا فروش مدارک تحصیلی می‌کنند. این کار مخصوصاً در مورد مدارک تحصیلی دانشگاه‌های خارجی، که کمتر مورد استعلام قرار می‌گیرد، صورت می‌پذیرد و به ظاهر قانونی است.

### اجاره دادن مدرک
همچنین بازار سیاهی برای اجارهٔ مدارک تحصیلی نیز وجود دارد که با افزایش تعداد فارغ‌التحصیلانِ بیکار رو به رونق است. یکی از شرایط معمول برای استخدام، داشتن سابقهٔ کاری است. با توجه به این که بسیاری از افرادی که تازه فارغ‌التحصیل شده‌اند فاقد هرگونه سابقهٔ کاری هستند، اقدام به اجاره دادن مدرک تحصیلی خود می‌کنند تا ضمن کسب درآمد، یک سابقهٔ کاری نیز به کارنامک خود بیفزایند. از سوی دیگر، شرکت‌های عمرانی نیز برای مناقصه‌ها و مزایده‌ها نیاز به رتبه‌بندی دارند که به این روش اقدام به استخدام صوریِ فارغ‌التحصیلان در شرکت خود می‌کنند. مبالغ اجاره، با توجه به نوع مدرک، بیمه، سابقهٔ کار فارغ‌التحصیلان، شهر محل سکونت و مدت‌زمان اجاره، متفاوت است. معمولاً در شهرهایی که پروژه‌های عمرانی بیشتری دارند قیمت مدرک تحصیلی بیشتر است.

### مدرک تحصیلی غیر معتبر در آموزش الکترونیکی
بررسی اعتبار مدرک تحصیلی در آموزش الکترونیکی چالش‌های زیادی به همراه دارد. اساساً موسسات مورد تأیید آموزش عالی یا فنی و حرفه‌ای یا مراکز آموزش‌های مجاز کارکنان دولتی اجازه صدور مدارک رسمی را دارند اما بعضی از این موسسات مورد تأیید بدون توجه به قوانین وزارت علوم حتی بدون آزمون حضوری، فقط برمبنای ارسال تکلیف یا امتحان آنلاین اقدام به صدور مدرک می‌کنند که در واقع مصداقی از مدرک فروشی است.